# IC 767
IC 767 ist eine Zwerggalaxie im Sternbild Jungfrau auf der Ekliptik. Sie ist schätzungsweise 82 Millionen Lichtjahre von der Milchstraße entfernt und hat einen Durchmesser von etwa 15.000 Lichtjahren. Unter der Katalognummer VCC 32 wird sie als Mitglied des Virgo-Galaxienhaufens gelistet.
Im selben Himmelsareal befinden sich u. a. die Galaxien IC 768, IC 769, IC 3024, IC 3028.
Das Objekt wurde am 1. April 1892 vom französischen Astronomen Stéphane Javelle entdeckt.